# Nastri d'argento 1991
Els Nastri d'argento 1991 foren la 46a edició de l'entrega dels premis Nastro d'Argento (Cinta de plata) que va tenir lloc el 1991.

## Guanyadors

### Millor director
- Gianni Amelio - Porte aperte
- Marco Risi - Ragazzi fuori
- Bernardo Bertolucci - Il tè nel deserto
- Paolo e Vittorio Taviani - Il sole anche di notte
- Gabriele Salvatores - Turné

### Millor director novell
- Sergio Rubini - La stazione
- Michele Placido - Pummarò
- Livia Giampalmo - Evelina e i suoi figli

### Millor productor
- Mario Cecchi Gori i Vittorio Cecchi Gori - pel conjunt de la producció
- Domenico Procacci - La stazione
- Angelo Rizzoli - pel conjunt de la producció
- Giovanni Di Clemente - Il male oscuro
- Claudio Bonivento - pel conjunt de la producció

### Millor argument original
- Giuseppe Tornatore - Stanno tutti bene
- Claudia Sbarigia, Gloria Malatesta i Francesca Archibugi - Verso sera
- Aurelio Grimaldi i Marco Risi - Ragazzi fuori
- Paolo Virzì, Fabrizio Bentivoglio, Francesca Marciano i Alessandro Vivarelli - Turné
- Cristina Comencini - I divertimenti della vita privata

### Millor guió
- Suso Cecchi D'Amico i Tonino Guerra - Il male oscuro
- Luigi Magni - In nome del popolo sovrano
- Vincenzo Cerami e Gianni Amelio - Porte aperte
- Filippo Ascione, Umberto Marino i Sergio Rubini - La stazione
- Cristina Comencini e Gérard Brach - I divertimenti della vita privata

### Millor actor protagonista
- Marcello Mastroianni - Verso sera
- Diego Abatantuono - Turné
- Giancarlo Giannini - Il male oscuro
- Paolo Villaggio - La voce della Luna
- Gian Maria Volonté - Porte aperte

### Millor actriu protagonista
- Margherita Buy - La stazione
- Carla Benedetti - Matilda
- Pamela Villoresi - Pummarò
- Stefania Sandrelli - Evelina e i suoi figli
- Elena Sofia Ricci - Ne parliamo lunedì

### Millor actriu no protagonista
- Zoe Incrocci - Verso sera
- Nathalie Guetta - I divertimenti della vita privata
- Giovanna Ralli - Verso sera
- Elisabetta Pozzi - Maggio musicale
- Milena Vukotic - Fantozzi alla riscossa

### Millor actor no protagonista
- Ennio Fantastichini - Porte aperte
- Giancarlo Giannini - I divertimenti della vita privata
- Paolo Panelli - Verso sera
- Massimo Wertmüller - Il viaggio di Capitan Fracassa
- Maurizio Prollo, Francesco Benigno, Roberto Mariano, Alfredo Li Bassi ed Alessandra Di Sanzo - Ragazzi fuori

### Millor banda sonora
- Nicola Piovani - La voce della Luna, In nome del popolo sovrano, Il male oscuro i Il sole anche di notte

### Millor fotografia
- Vittorio Storaro - Il tè nel deserto

### Millor vestuari
- Odette Nicoletti - Il viaggio di Capitan Fracassa

### Millor escenografia
- Luciano Ricceri e Paolo Biagetti - Il viaggio di Capitan Fracassa

### Millor doblatge femení i masculí
- Micaela Giustiniani - per la veu de Jessica Tandy a Tot passejant Miss Daisy
- Tonino Accolla - per la veu de Kenneth Branagh a Enrico V

### Director del millor curtmetratge
- Ursula Ferrara - Amore asimmetrico

### Millor productor de curtmetratge
- Enel - pel conjunt de la producció 1990

### Millor pel·lícula estrangera
- Luc Besson - Nikita
- Jane Campion - An Angel at My Table
- Martin Scorsese – Un dels nostres (Goodfellas)
- David Lynch – Cor salvatge (Wild at Heart)
- Warren Beatty - Dick Tracy

### Nastro d'Argento europeu
- Philippe Noiret
- Kenneth Branagh – Enrico V
- Isabelle Adjani
- Peter Brook - El Mahabharata
- Aki Kaurismäki - Tulitikkutehtaan tyttö